# Euurobracon laetus
Euurobracon laetus är en stekelart som beskrevs av Per Abraham Roman 1913. Euurobracon laetus ingår i släktet Euurobracon och familjen bracksteklar. Inga underarter finns listade i Catalogue of Life.